# (4084) Hollis
(4084) Hollis ist ein Hauptgürtelasteroid, der am 14. April 1985 von Edward L. G. Bowell vom Lowell-Observatorium aus entdeckt wurde.
Der Asteroid wurde nach dem britischen Astronomen Andrew John Hollis benannt.